# Leptobrachella brevicrus
Leptobrachella brevicrus es una especie de anfibios de la familia Megophryidae.

## Distribución geográfica
Es endémica de Malasia Oriental. 

## Estado de conservación
Se encuentra amenazada por la pérdida de su hábitat natural.